# Polypedilum dossenudum
Polypedilum dossenudum är en tvåvingeart som beskrevs av Emmanuel Adeoye Oyewo och Ole Anton Saether 1998. Polypedilum dossenudum ingår i släktet Polypedilum och familjen fjädermyggor. Inga underarter finns listade i Catalogue of Life.